# Amtsgericht Crivitz
Das Amtsgericht Crivitz war ein Gericht der ordentlichen Gerichtsbarkeit in Mecklenburg-Schwerin im Bezirk des Landgerichts Schwerin mit Sitz in Crivitz.

## Geschichte
In Crivitz befanden sich vor 1879 ein Großherzogliches Amtsgericht, ein Großherzogliches Stadtgericht, das Magistratsgericht und Patrimonialgerichte als Eingangsgerichte.
Im Rahmen der Reichsjustizgesetze wurden die bestehenden Gerichte des Großherzogtums Mecklenburg-Schwerin aufgelöst und Amts-, Landes- und Oberlandesgerichte gebildet. Das Amtsgericht Crivitz war dem Landgericht Schwerin und dem Oberlandesgericht Rostock nachgeordnet. Am Gericht bestand 1880 eine Richterstelle, und es war für 12.261 Gerichtseingesessene zuständig. Das Amtsgericht war damit ein kleines Amtsgericht im Landgerichtsbezirk.
Sein Gerichtsbezirk umfasste die Stadt Crivitz mit Moorgarten, aus dem Dominialamt Crivitz Barnin (Hof und Dorf), Demen, Friedrichsruhe (Hof und Dorf), Gädebehn Hof, Forsthof und Rönkendorfer Mühle, Göhren mit Bahlenhüschen, Krudopp und Settin, Goldenbow mit Neu-Ruthenbeck, Hof Grabow, Jülchendorf (Hof und Dorf), Kladrum, Klinken mit Göthen, Kobande, Lewitz mit (Anteil) Muschelwitzer Feldmark, Groß Niendorf (Hof und Dorf), Petersberg (Hof und Dorf), Raduhn mit Klinker Höhe, Runow, Rusch, Ruthenbeck (Hof und Dorf), Sukow, Tramm, Wenzkow, Zappel (Hof und Dorf), Zietlitz und Zölkow, aus dem ritterschaftlichen Amt Crivitz Augustenhof, Basthorst mit Samekow, Bülow mit Badegow, Dannhusen und Müggenburg, Gneven, Kladow, Kölpin, Kritzow mit Richenberger Mühle, Radepohl, Rönkenhof, Schlieven, Vorbeck, Wendorf mit Weberin und Wessin und aus dem ritterschaftlichen Amt Sternberg Prestin mit Sparower Mühle und Wilhelmshof.
Kriegsbedingt wurde das Amtsgericht 1942 aufgehoben.

## Gerichtsgebäude
Das Amtsgerichtsgebäude (Amtsstraße 1) steht unter Denkmalschutz. Es wird als Krankenhaus am Crivitzer See genutzt.